# Gabrielle Vincent
Monique Martin, bekannt unter dem Pseudonym: Gabrielle Vincent, (* 9. September 1928 in Brüssel; † 24. September 2000 ebenda) war eine belgische Künstlerin, Kinderbuchautorin und -illustratorin.

## Leben
Monique  Martin wurde am 19. September 1928 in Brüssel geboren. Nachdem sie 1951 ihr Studium an der Académie des Beaux-Arts beendet hatte, erschien im Verlag Duculot unter dem Pseudonym „Gabrielle Vincent“ das Kinderbuch Ernest et Célestine ont perdu Siméon. Das Buch wurde ein internationaler Erfolg. In den folgenden Jahren entstanden 26 Bände von Ernest et Célestine, die in mehrere Sprachen übersetzt wurden und viele Preise erhielten. In Deutschland wurden die Bücher zunächst von Rolf Inhauser als Mimi und Brumm, später als Ernest und Celestine (von Sophia Sonntag oder Christel Rech-Simon und Heidi Varin) übersetzt. Deshalb ist Martin vielen unter ihrem Pseudonym bekannt. 
Sie schuf und illustrierte noch weitere Kinderbücher, die teilweise unter dem Pseudonym, teilweise unter ihrem richtigen Namen erschienen. Ihre Bilder, die nicht als Illustrationen in den Kinderbüchern sind, malte sie zusätzlich zu ihrer Autorentätigkeit. Monique Martin starb am 24. September 2000. 
Im Jahr 2012 gründete ihr Patensohn Benoit Attout die Fondation Monique Martin, die ihr Werk verwaltet. Im selben Jahr erschien der Animationsfilm Ernest & Célestine. Es gelang den Filmemachern, dem Geist und Stil der Bücher von Gabrielle Vincent gerecht zu werden.

## Kinderbücher in deutscher Übersetzung
- Mimi und Brumm:

- Mimi und Brumm verlieren Simon. 1982, ISBN 3-7941-2260-7.
- Mimi und Brumm als Strassenmusikanten. 1982, ISBN 3-7941-2259-3.
- Weihnachten bei Mimi und Brumm. 1983, ISBN 3-7941-2408-1.
- Mimi und Brumm, die zerbrochene Tasse. 1983, ISBN 3-7941-2260-7.
- Mimi und Brumm, die neue Bettdecke. 1983, ISBN 3-7941-2409-X.
- Mimi und Brumm gehen zum Picknick. 1983, ISBN 3-7941-2348-4.
- Mimi und Brumm beim Fotografen. 1983, ISBN 3-7941-2347-6.
- Weihnachten bei Mimi und Brumm. 2. Auflage. 1985, ISBN 3-7941-2499-5.
- Mimi und Brumm verlieren Simon. 2. Auflage. 1982, ISBN 3-7941-2260-7.
- Mimi und Brumm, die zerbrochene Tasse. 1985, ISBN 3-7941-2408-1.
- Mimi und Brumm als Strassenmusikanten. 2. Auflage. 1985, ISBN 3-7941-2259-3.
- Mimi und Brumm und die Tante aus Amerika. 1986, ISBN 3-7941-2755-2.
- Mimi und Brumm im Museum. 1986, ISBN 3-7941-2754-4.
- Mimi und Brumm und die Tante aus Amerika. 2. Auflage. 1986, ISBN 2-88168-000-3.
- Mimi und Brumm … und wir. 1991, ISBN 3-7941-3320-X.

- Niki und Rosina. 1983, ISBN 3-7941-2411-1.

- Niki und Ferdinand. 1983, ISBN 3-7941-2410-3.
- Tante Hulda kommt. 1988, ISBN 3-7941-2411-1.
- Brumm ist krank. 1988, ISBN 3-7941-2935-0.
- Aufruhr im Himmel. 1991, ISBN 3-926616-51-2.
- Lieber kleiner Weihnachtsmann. 1996, ISBN 3-570-12396-0.

- Ernest und Celestine:

- Weihnachten bei Ernest und Celestine. 2008, ISBN 978-3-939944-17-1.
- Ernest und Celestine suchen Simon. 2009, ISBN 978-3-939944-35-5.
- Ernest und Celestine machen ein Picknick. 2010, ISBN 978-3-939944-39-3.
- Ernest und Célestine – Célestines Fragen. 2013, ISBN 978-3-89670-882-3.
- Ernest und Célestine – Célestines Entdeckung. 2013, ISBN 978-3-8497-0015-7.